# Women Men Marry (film 1922)
Women Men Marry è un film muto del 1922 diretto e prodotto da Edward Dillon attraverso la sua compagnia, la Edward Dillon Productions. Distribuito dalla Truart, aveva come interpreti E.K. Lincoln, Florence Dixon, Charles Hammond, Hedda Hopper, Cyril Chadwick, Margaret Seddon, Richard Carlyle, Julia Swayne Gordon.

## Produzione
Il film fu prodotto dalla Edward Dillon Productions.

## Distribuzione
Il copyright del film, richiesto dalla Edward Dillon Productions, fu registrato il 27 dicembre 1922 con il numero LP18531.

Distribuito dalla Truart Film Co., il film fu presentato in prima a New York il 2 dicembre 1922. Variety del 5 gennaio 1923 scriveva che, probabilmente, il film non era stato distribuito subito, ma che era rimasto in attesa di distribuzione per parecchio tempo perché, come notava il giornale, tutti gli abiti femminili avevano una lunghezza delle gonne che corrispondeva a quella che andava di moda due anni prima.

In Danimarca, il film fu distribuito l'11 agosto 1924 con il titolo Kun en Adoptivdatter.
Copia completa della pellicola si trova conservata negli archivi del Filmmuseum di Amsterdam.